# Berenice III
Berenice III o Berenice III Cleòpatra (en grec antic Βερενίκη) fou reina d'Egipte l'any 80 aC.
Era filla de Ptolemeu IX Làtir i de Cleòpatra V Selene i va succeir al seu pare a la seva mort l'any 80 aC, ja que no havia deixat fills mascles, i els notables d'Alexandria la van acceptar com a reina.
El senat romà la va obligar a casar-se amb Ptolemeu XI Alexandre II, enviat a Egipte per Sul·la, que en aquell temps era dictador, el seu protector, perquè prengués possessió del regne. Ptolemeu XI va arribar a Egipte i s'hi va casar, però al cap de 19 dies la va matar. Appià diu que la notícia de la seva mort va provocar un aixecament popular a Alexandria i l'assassí va morir en el tumult, però hi ha dubtes sobre la seva veracitat.